# Geir Haarde
Geir Hilmar Haarde (* 8. dubna 1951 Reykjavík) je bývalý předseda islandské vlády. Od 16. října 2005 je předsedou konzervativní Strany nezávislosti (Sjálfstæðisflokkurinn). Geir 23. ledna 2009 oznámil, že se vzhledem k onemocnění rakovinou vzdá v březnu předsednictví strany. Na post premiéra rezignoval 26. ledna 2009 poté, co byl jeho kabinet od podzimu 2008 obviňován ze zodpovědnosti za islandskou finanční krizi. Prezident Ólafur Ragnar Grímsson rezignaci přijal a současně vládu vyzval, aby pokračovala v práci až do sestavení vlády nové, což se stalo 1. února 2009, kdy byla premiérkou jmenována Jóhanna Sigurðardóttir.
Geir byl v souvislosti s finanční krizí souzen a hrozily mu dva roky vězení. V dubnu 2012 ho zvláštní tribunál Landsdómur uznal vinným v jednom ze čtyř bodů obžaloby (nesvolal včas krizové zasedání vlády), vzhledem k dosavadní bezúhonnosti ho však osvobodil. Expremiér trval na své úplné nevině a obrátil se na Evropský soud pro lidská práva, avšak jeho stížnost byla roku 2017 zamítnuta.
V letech 2015 až 2019 byl Geir Haarde islandským velvyslancem ve Washingtonu.